# 金銮巷
金銮巷位于南京市秦淮区，紧邻新街口商业区，是一条繁荣的商业街，沿街有各类餐馆，人流、车流量大。江苏省四星级中学南京市钟英中学新街口校区（原南京市第三高级中学金銮校区）位于金銮巷内。

## 历史
街道得名于南唐的宫城金銮殿（清晖殿）。2006年前，街道宽约5~6米。

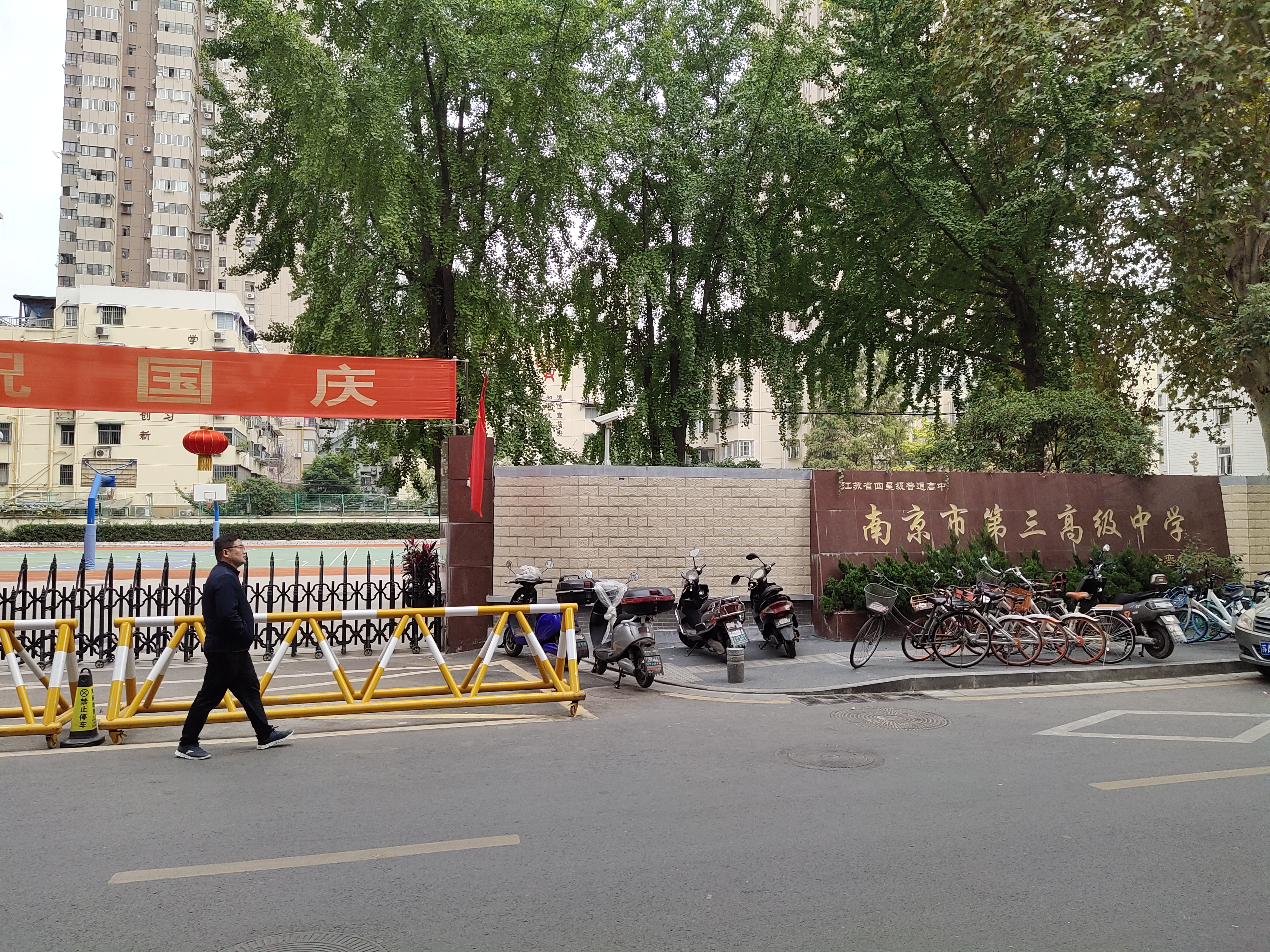
南京市第三高级中学金銮校区

2006年，位于金銮巷2号的南京市第六十七中学并入南京市第三中学，成为其一个校区。
2006年8月，金銮巷启动了历时一个月的拓宽工程，拓宽后的金銮巷总宽度为12米，机动车道宽为7米，两侧人行道各有2.5米宽。
2017年8月，作为南京市重点环境综合整治项目的一部分，金銮巷经历了历时数月整体出新工程，包括道路、街道立面的出新及景观绿化等，计划于11月底前完工，整体项目于2018年5月左右完工。